# Дотівілл (Оклахома)
Дотівілл (англ. Dotyville) — переписна місцевість (CDP) в США, в окрузі Оттава штату Оклахома. Населення — 89 осіб (2020).

## Географія
Дотівілл розташований за координатами 36°51′5″ пн. ш. 94°54′35″ зх. д. / 36.85139° пн. ш. 94.90972° зх. д. (36.851400, -94.909763).  За даними Бюро перепису населення США в 2010 році переписна місцевість мала площу 1,19 км², уся площа — суходіл.

## Демографія
Згідно з переписом 2010 року, у переписній місцевості мешкала 101 особа в 41 домогосподарстві у складі 30 родин. Густота населення становила 85 осіб/км².  Було 45 помешкань (38/км²).
Расовий склад населення:
| - 72,3 % — білих - 19,8 % — корінних американців |

До двох чи більше рас належало 7,9 %. Частка іспаномовних становила 0,0 % від усіх жителів.
За віковим діапазоном населення розподілялося таким чином: 19,8 % — особи молодші 18 років, 59,4 % — особи у віці 18—64 років, 20,8 % — особи у віці 65 років та старші. Медіана віку мешканця становила 47,9 року. На 100 осіб жіночої статі у переписній місцевості припадало 102,0 чоловіків;  на 100 жінок у віці від 18 років та старших — 107,7 чоловіків також старших 18 років.
За межею бідності перебувало 16,5 % осіб, у тому числі 0,0 % дітей у віці до 18 років та 100,0 % осіб у віці 65 років та старших.
Цивільне працевлаштоване населення становило 56 осіб. Основні галузі зайнятості: інформація — 35,7 %, роздрібна торгівля — 25,0 %, будівництво — 25,0 %.